# Grayback (U-Boot, 1941)
Die Grayback , auch USS Grayback  (Kennung: SS-208), war ein U-Boot der Tambor-Klasse der United States Navy, das zwischen 1941 und 1944 in Dienst stand. Sie war das erste U-Boot der United States Navy, das nach dem Fisch Amerikanische Kleine Maräne, lat. Coregonus artedi, engl. Grayback, benannt wurde.

## Geschichte
Die spätere Grayback wurde am 3. April 1940 bei Electric Boat in Groton im Bundesstadt Connecticut auf Kiel gelegt. Der Stapellauf erfolgte am 31. Januar 1941 und die Indienststellung am 30. Juni 1941 in New London unter dem Kommando von Lieutenant Willard Arthur Saunders.
Zur Seeerprobung sowie für Trainingsfahrten und erste Patrouillen war die Grayback der Atlantikflotte unterstellt.
Nach dem Kriegseintritt der USA wurde die Grayback nach Pearl Harbor beordert, wo sie am 8. Februar 1942 eintraf.
Insgesamt absolvierte das U-Boot 10 Kampfeinsätze am pazifischen Kriegsschauplatz.
Durch japanische Feindeinwirkung sank das Boot am 27. Februar 1944 unter Commander J. A. Moore. Am 30. März 1944 stufte das US-Pazifikflottenkommando ComSubPac das Boot als vermisst ein und musste den Verlust der gesamten Mannschaft von 81 U-Boot-Fahrern der SS-208 annehmen.

## Verbleib
Die japanische Marine besitzt Archiveinträge über die Versenkung der SS-208. Aufgrund eines früheren Übersetzungsfehlers wurde nach dem Wrack aber jahrzehntelang am falschen Ort gesucht. Am 10. November 2019 gab die private Forschungsgruppe Lost 52 bekannt, das Wrack der Grayback vor der Küste von Okinawa am 5. Juni 2019 entdeckt zu haben. Das Boot liegt in ca. 430 m Tiefe in aufrechter Position und weist gut sichtbare Bombentreffer auf.